# The Second (álbum)
The Second es el segundo álbum de estudio  por la banda canadiense Steppenwolf. El álbum fue lanzado en 1968 por ABC Dunhill Records. El álbum contiene una de las canciones más reconocidas de la banda, Magic Carpet Ride, la cual fue lanzada como sencillo. 
Las cinco canciones que le siguen a "Magic Carpet Ride" crean un medley. 

## Lista de canciones
Todas las canciones fueron escritas por John Kay, excepto donde se índica.

### Lado uno
1. "Faster Thant the Speed of Life" (Mars Bonfire) – 3:10
2. "Tighten Up Your Wig"–   3:06
3. "None of Your Doing" (Kay, Gabriel Mekler) – 2:50
4. "Spiritual Fantasy" – 3:39
5. "Don't Step on the Grass, Sam" – 5:43

### Lado dos
1. "28" (Mekler) – 3:12
2. "Magic Carpet Ride" (Kay, Rushton Moreve) – 4:30
3. "Disappointment Number (Unknown)" – 4:52
4. "Lost and Found by Trial and Error" – 2:07
5. "Hodge, Podge, Strained Through a Leslie" - 2:48
6. "Resurrection" – 2:52
7. "Reflections" (Kay, Mekler)– 0:43

## Personal
- John Kay - voz, guitarra rítmica, armónica.
- Michael Monarca - guitarra principal.
- Goldy McJohn - Órgano, piano.
- Rushton Moreve - Bajo eléctrico.
- Jerry Edmonton - Batería.
- Gabriel Mekler - productor
- Bill Cooper - ingeniero.
- Richard Podolor - ingeniero.

## Posición en listas
| Gráfico (1969)              | Máxima posición lograda |
| --------------------------- | ----------------------- |
| US Billboard Top Pop Albums | 3                       |

- Datos: Q4354809